# Ocotea cujumary
Ocotea cujumary är en lagerväxtart som beskrevs av Carl Friedrich Philipp von Martius. Ocotea cujumary ingår i släktet Ocotea och familjen lagerväxter. Inga underarter finns listade i Catalogue of Life.